# Reprojekcja
Reprojekcja, inaczej projekcja tylna – projekcja na półprzezroczystym ekranie znajdującym się między obserwatorem a urządzeniem, które dokonuje projekcji.